# Leibo
Leibo (en chino, 雷波; pinyin, Léibō, en nuosu, ꃀꁧ; romanizado, mop bbo) es un condado bajo la administración directa de la Prefectura Liangshan. Se ubica en la provincia de Sichuan, centro-sur de la República Popular China. Su área es de 2838 km² y su población total para 2010 superó los 220 mil habitantes.

## Administración
Desde octubre de 2022, el Condado Leibo se divide en 21 pueblos que se administran en 11 poblados y 10 villas.

## Toponimia
El topónimo Leibo es una transliteración al chino del aféresis nuosu ("Lyp Bo"), cuyo nombre completo es Gat-Lyp Mop-Bbo (ꇢꇗꃀꁧ) y significa "montañas que se levantan como *las piedras de la hoguera".
.*En la cultura nuosu, las piedras de la hoguera, se refiere a las piedras  que se colocan alrededor del fuego para sostener ollas y otros utensilios para cocinar. Representan estabilidad, firmeza y unidad familiar. La capital del condado se rodea de tres montañas que recuerdan dichas piedras,  como sosteniendo la capital.